# Tölpel

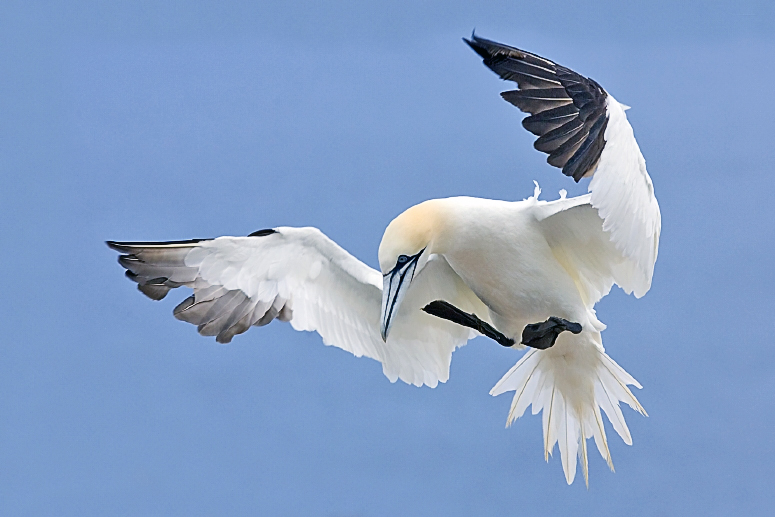
Basstölpel

Die Tölpel (Sulidae) sind eine Familie von Seevögeln aus der Ordnung Suliformes. Benannt sind sie nach ihrem unbeholfen wirkenden Gang auf dem Festland; sie sind jedoch hervorragende Segelflieger und verbringen die meiste Zeit ihres Lebens auf dem offenen Meer. Tölpel sind von der Arktis über die Tropen bis in die Subantarktis als Brutvögel vertreten.

## Merkmale
Tölpel sind mittelgroße bis große Vögel. Die kleinste Art, der Brauntölpel, hat eine Körperlänge von 64 Zentimetern und ein Gewicht von 724 Gramm, der Basstölpel hat als größte Art eine Körperlänge von 100 Zentimetern und wiegt bis zu 3,6 Kilogramm. Sie haben einen torpedoförmigen Körper, einen kurzen Hals, einen keilförmigen Schwanz und schmale abgewinkelte Flügel.
Schwarze, braune und weiße Gefiederfarben herrschen vor, typisch für die Arten der Gattung Morus ist zudem die gelbe Kopf- und Halspartie. Im Gesichts- und Kehlbereich gibt es unbefiederte Stellen, die bunt gefärbt sein können und vor allem während der Balzzeit kräftig leuchtende Farben annehmen. Bezüglich der Gefiederfarbe besteht kein Geschlechtsdimorphismus, allerdings in anderen Merkmalen: Die Schnabelfarbe von Männchen und Weibchen ist bei manchen Arten unterschiedlich, ebenso die Augenfarbe; zudem sind Weibchen im Schnitt größer als Männchen. Das Jugendkleid ist meistens dunkler als das Gefieder adulter Vögel. Ausnahme ist hierbei der Graufußtölpel, bei dem adulte und juvenile Vögel weitgehend gleich aussehen.

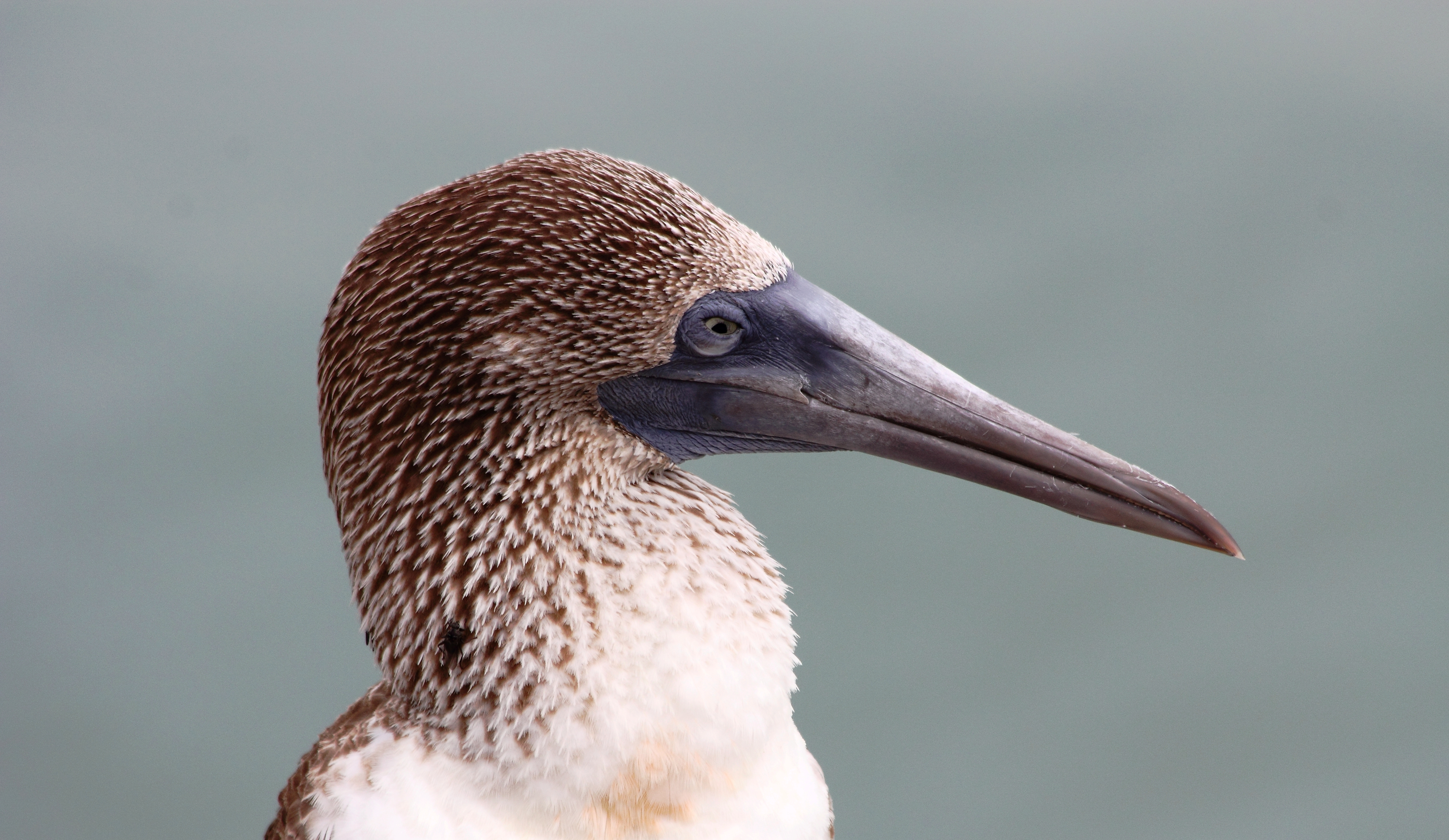
Schnabel eines Blaufußtölpels (Sula nebouxii).

Der Schnabel ist lang, kräftig und konisch geformt. Er verfügt über scharfe Schneiden, die glitschige Beute wie Fische sicher festhalten können. Nur der Graufußtölpel hat einen Haken am Ende des Schnabels. Die Augen sind nach vorn gerichtet, Tölpel haben daher eine sehr gute räumliche Wahrnehmung. Die eigentlichen Nasenlöcher sind verschlossen, doch Tölpel haben sekundäre Nasenlöcher, die beim Tauchen durch bewegliche Klappen verschlossen werden können.
Die langen und schmalen Flügel setzen relativ weit hinten am Körper an und ermöglichen ein geschicktes Gleiten in starkem Wind. Zum Abheben benötigen vor allem die größeren Arten Anlauf, gleich ob sie vom Wasser oder vom festen Land aus starten. Bei Windstille kann ein Abheben unmöglich sein. Die Landung auf dem Land wirkt schwerfällig und kann mit Stürzen enden, da die schmalen Flügel keine wendigen Manöver erlauben. Die Beine setzen weit hinten am Körper an und ermöglichen nur einen watschelnden Gang, sind aber beim Schwimmen und Tauchen hilfreich. Die vier Zehen sind wie bei allen Arten der Ordnung Suliformes zur Gänze mit Schwimmhäuten verbunden.

## Stimme
Die in Kolonien brütenden Tölpel sind nicht nur in der Lage, ihre Partner und ihre Jungen an deren Stimme zu erkennen, sondern auch die in unmittelbarer Nachbarschaft brütenden Vögel zu identifizieren. Die Rufe der Tölpel reichen von Lautäußerungen, die beim Graufußtölpel an die Rufe eines Rindes erinnern, bis zum dünnen Pfeifen beim Blaufußtölpel. Bei manchen Arten bestehen ausgeprägte Unterschiede zwischen den Rufen der beiden Geschlechter. Blaufuß-, Braun- und Masken-Tölpel weisen geschlechtsabhängig deutliche Unterschiede im Aufbau der Larynx auf. Bei ihnen pfeifen die Männchen, während die Weibchen eher Grunzlaute von sich geben. Beim Kaptölpel und beim Australischen Tölpel ist die Stimme der Männchen wahrnehmbar höher als die der Weibchen. Beim Basstölpel dagegen besteht kein geschlechtsabhängiger Unterschied bei den Rufen.

## Verbreitung und Lebensraum
Die meisten Arten leben in tropischen und subtropischen Klimazonen, die von den Gattungen Sula und Papasula bewohnt werden – nur der Guanotölpel erreicht in Patagonien auch die gemäßigte Zone. Die gelbköpfigen Tölpel der Gattung Morus brüten in gemäßigten und subpolaren Breiten, sind außerhalb der Brutzeit aber auch in tropischen und subtropischen Zonen zu finden.
Tölpel sind ausgesprochene Hochseevögel, die meistens nur zum Brüten an Land kommen. Als Brutplätze kommen flache Strände ozeanischer Inseln, steile Klippen oder Bäume in Betracht. Blaufuß- und Maskentölpel gehören zu den Bodenbrütern; der Basstölpel ist ein typischer Klippennister (obwohl manche seiner Kolonien sich auch in flachen Strandabschnitten befinden); Rotfuß- und Graufußtölpel sind hingegen Baumbrüter.
Die einzige europäische Art ist der Basstölpel, der seit den 1990er Jahren auch auf der Insel Helgoland brütet. Die dortige Kolonie hat sich stetig vergrößert und umfasst mittlerweile mehr als 200 Brutpaare. Die größte Kolonie der Welt befindet sich auf Eldey vor der Küste von Reykjanes in Südisland. Die letzte Zählung ergab 70.000 brütende Exemplare.

## Lebensweise

### Ernährung

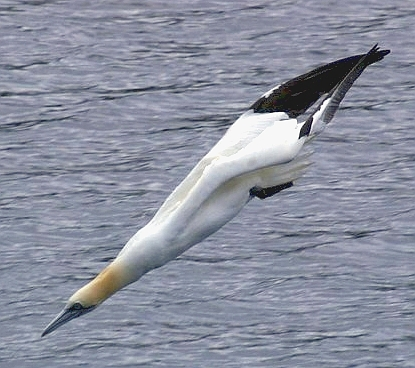
Basstölpel beim Stoßtauchen

Tölpel sind Stoßtaucher, die aus recht großer Höhe (10 bis 30, manchmal sogar 100 m) im Sturzflug hinabstoßen und so in Fischschwärme hineintauchen. Allein durch den Schwung des Sturzflugs vermögen die Vögel eine Tiefe von zehn Metern zu erreichen, in größere Tiefen (bis 25 m) gelangen sie durch Schlagen der Flügel unter Wasser. Auf diese Weise werden vor allem Makrelen, Sardinen, Sardellen und Sandaale erbeutet. Jede Art bevorzugt bestimmte Fischarten, aber keine ist so festgelegt, dass sie in Mangelzeiten nicht problemlos auf andere Fische ausweichen könnte. Die Fische werden meistens noch unter Wasser geschluckt und nur selten an die Oberfläche gebracht.
Alle Arten fangen ihre Beute vor allem durch Stoßtauchen, es gibt jedoch auch andere Jagdmethoden. Insbesondere in den Tropen können Fliegende Fische und Fliegende Kalmare erbeutet werden, ohne dass die Wasseroberfläche berührt wird. Diese Jagdform wird vor allem vom Rotfußtölpel praktiziert. Der Blaufußtölpel dagegen taucht aus einer schwimmenden Position ins Wasser nach seinen Nahrungsfischen. Manche Tölpel folgen auch Fischkuttern und fressen die über Bord geworfenen Fischabfälle.
Tölpel jagen häufig gemeinschaftlich nach ihrer Beute. Charakteristisch ist dies insbesondere für den Guanotölpel und den Basstölpel. Jagdtrupps können mehrere hundert Vögel umfassen, die fast gleichzeitig nach Fischen tauchen.

### Fortpflanzung

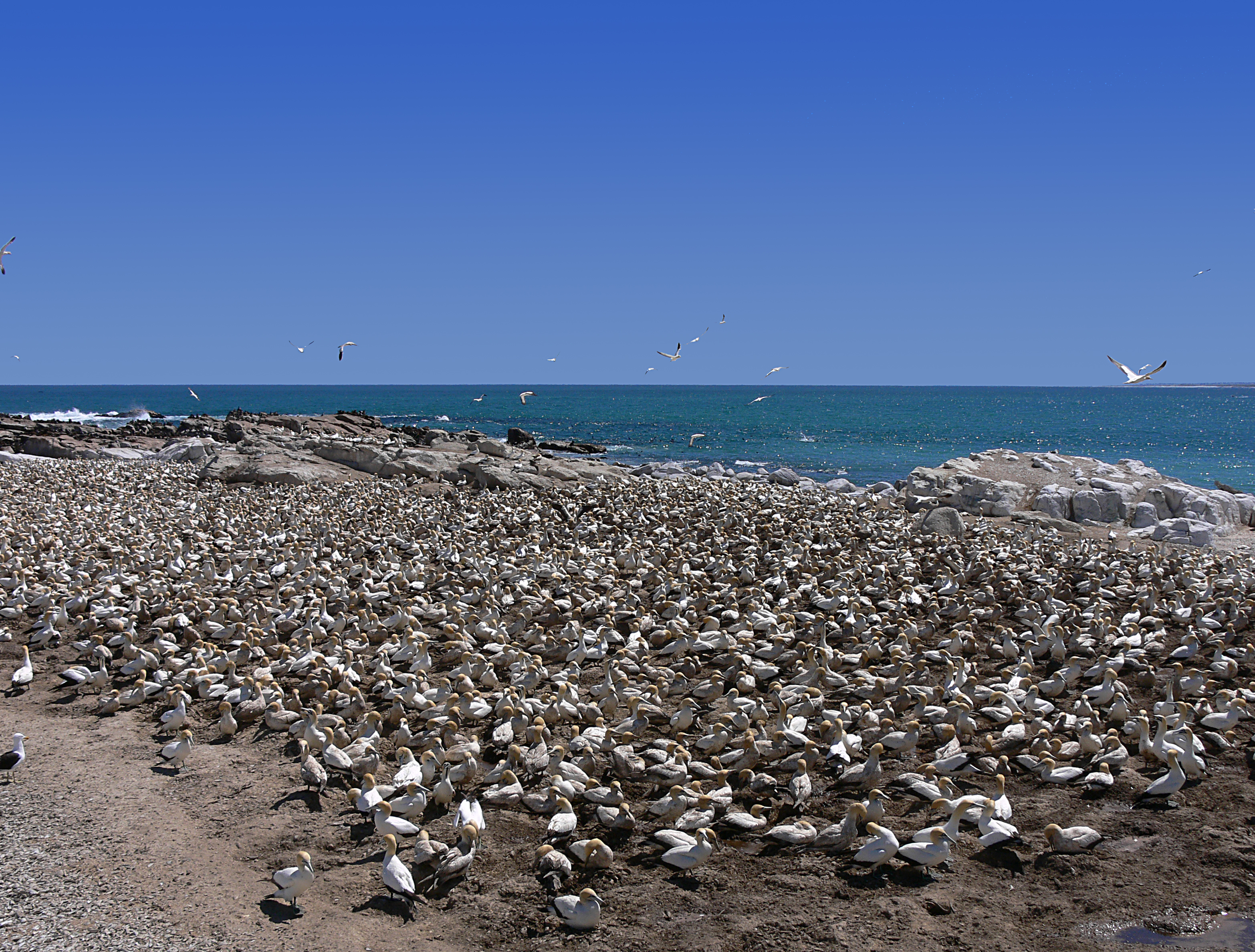
Kaptölpel-Kolonie in Südafrika

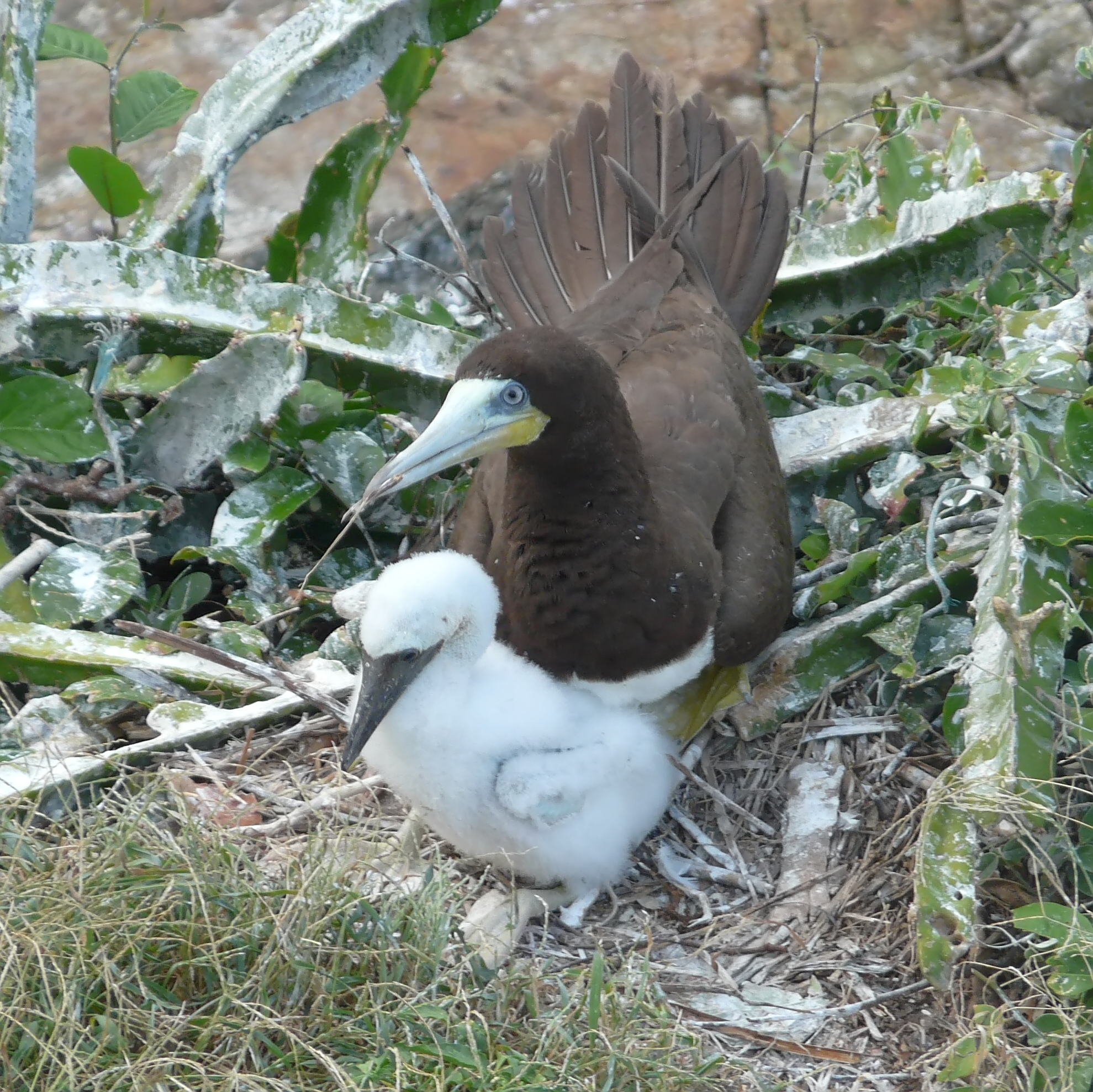
Einzelkinder sind beim Weißbauchtölpel die Regel

Mit Ausnahme des Graufußtölpels brüten alle Tölpelarten in großen Kolonien. Diese konnten beim Guanotölpel einst bis zu 750.000 Paare umfassen; auch Basstölpel, Kaptölpel und Rotfußtölpel konnten Kolonien von über 100.000 Paaren bilden. Gebrütet wird meistens einmal im Jahr, wobei die tropischen Arten nicht unbedingt zu festgelegten Zeiten im Jahr brüten und das Brutintervall daher zwischen zehn und fünfzehn Monaten betragen kann; der Graufußtölpel brütet nur alle zwei Jahre.
Die Tölpel der Gattung Morus leben in lebenslanger Monogamie, während die Tölpel der Gattung Sula mit jährlich wechselnden Partner Saisonehen eingehen können. Tölpel zeigen in Kolonien eine Reihe ritualisierter Verhaltensweisen, die der Paarbindung, der Aggressionsvermeidung oder anderen Zwecken dienen. Oft gibt es ein festes Begrüßungsritual, sobald ein Partner zum Nest zurückkehrt, sowie weitere ritualisierte Gesten, zum Beispiel, wenn ein Partner das Nest verlässt.
Das Nest besteht bei den bodenbewohnenden Arten nur aus einer Vertiefung, die mit wenig oder gar keinem Material ausgelegt wird. Manchmal wird es mit einem Wall von Exkrementen (Guano) umringt. Die baumbrütenden Arten bauen ein instabiles Nest aus Zweigen, das von Exkrementen zusammengehalten wird; diese Nester werden bei Stürmen oft zerstört.
Bei den meisten Arten besteht das Gelege nur aus einem Ei. Ausnahmen sind Blaufuß-, Masken- und Weißbauchtölpel mit je zwei und der Guanotölpel mit im Schnitt sogar drei Eiern je Gelege. Auch bei Arten, die mehrere Eier legen, wird in der Regel nur ein Küken aufgezogen, während das zweite Ei, entsprechend der Reserveei-Hypothese lediglich als Versicherung dient, falls das zuerst gelegte Ei entweder nicht befruchtet war oder es durch das Absterben des Embryos nicht zum Schlupf kam. Die Eier messen je nach Art zwischen etwa 53 mal 36 und 82 mal 49 Millimeter; das entspricht 3 bis 7,5 Prozent des Körpergewichts des Weibchens, was ein relativ geringer Wert ist. Die Eier werden mit den Füßen bebrütet, das heißt, der Vogel steht mit seinem ganzen Gewicht auf dem Ei; um diese Belastung auszuhalten, sind die Schalen extrem dick. Die Brutdauer beträgt 41 bis 45, beim Graufußtölpel bis zu 57 Tage.
Auch bei Tölpeln mit mehr als einem Jungen pro Gelege wird meistens nur ein Junges flügge. Beim Masken-, Blaufuß- und Weißbauchtölpel ist der Siblizid des jüngeren Kükens durch das stärkere Jungtier, als sogenannter obligater Kainismus angeboren. Da die Eier zeitversetzt gelegt werden, schlüpfen die nackten, hilflosen Küken im Abstand von mehreren Tagen. Das angeborene Verhalten des älteren Jungtieres veranlasst es dazu, den jüngeren Nestling meist schon kurz nach dem Schlupf, anzugreifen, von der Nahrung fernzuhalten, aus dem Nest zu stoßen oder tot zu picken. Anders als bei Angriffen durch externe Feinde greifen die Altvögel nicht ein.
Dagegen kommt es beim Guanotölpel recht häufig vor, dass zwei oder sogar drei Junge aufgezogen werden und flügge werden.
Jungtiere werden während des ersten Lebensmonats nie unbewacht gelassen. Auch danach werden sie noch einige Wochen umsorgt und selbst noch gefüttert, wenn sie bereits selbständig fliegen können.

## Lebenserwartung

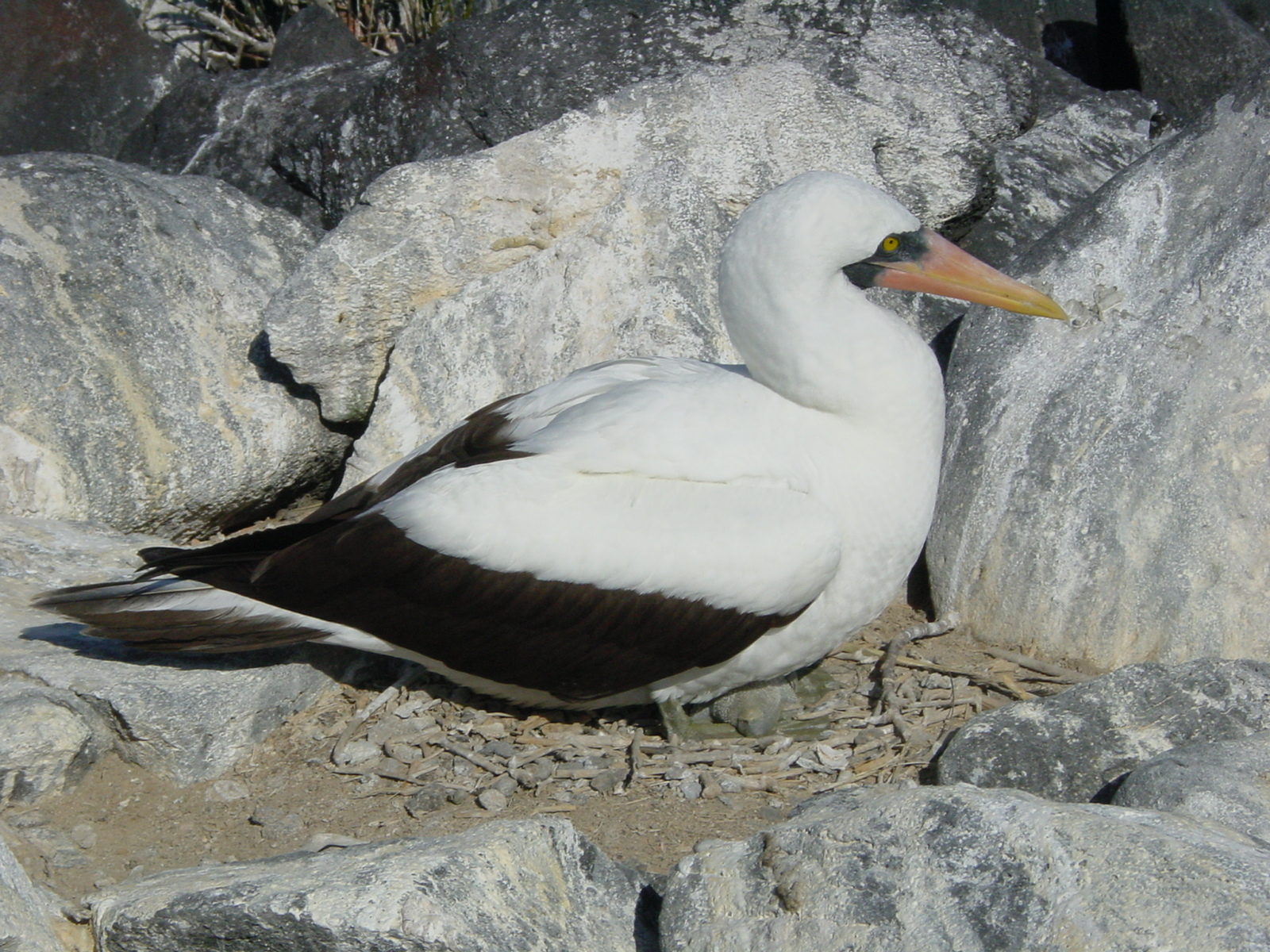
Maskentölpel

Im Durchschnitt werden 50 bis 70 Prozent der geschlüpften Küken flügge. Vor allem Nahrungsknappheit trägt dazu bei, dass Jungvögel nicht flügge werden. Das Risiko, für die Jungvögel nicht ausreichend Futter beschaffen zu können, ist je nach Art unterschiedlich hoch. Beim Graufußtölpel verhungern in manchen Jahren acht von zehn geschlüpften Küken. Bryan Nelson schätzt, dass ein Graufußtölpel, der die für diese Art typische Lebensspanne von 25 Jahren durchlebt, lediglich drei Jungvögel bis zur Flugfähigkeit heranzieht. Der nur etwa 12 Jahre alt werdende Blaufußtölpel zieht dagegen im Durchschnitt 8,4 flugfähige Jungvögel groß und beim 20 Jahre alt werdenden Basstölpel sind es durchschnittlich 14 Nachkömmlinge, die das Stadium erreichen, in dem sie von ihren Elternvögeln unabhängig sind.

## Stammesgeschichte
Die ältesten fossilen Tölpel entstammen dem frühen Oligozän. Sie gehörten der Art Sula ronzoni an. Im Miozän und Pliozän war die Familie weit artenreicher vertreten als heute und besiedelte auch den Nordpazifik, in dem Tölpel heute fehlen.
Größtenteils werden auch die fossilen Tölpel den rezenten Gattungen Sula und Morus zugeordnet. Darüber hinaus wurden folgende heute ausgestorbene Gattungen beschrieben:
- Empherosula, von Harrison vorgeschlagener Gattungsname für Sula arvernensis aus dem Oligozän
- Microsula, zwei kleine Tölpelarten des Miozäns Europas und Nordamerikas
- Miosula und Palaeosula aus dem Miozän und Pliozän Kaliforniens
- Sarmatosula aus dem Miozän Rumäniens

Tölpel entwickelten sich offenbar auf der Nordhalbkugel. Auf der Südhalbkugel finden sich fossile Tölpel erst seit dem Pliozän, also relativ spät. Aus dem nördlichen Pazifik verschwanden sie erst im Pleistozän; die Gründe hierfür sind unbekannt.

## Systematik

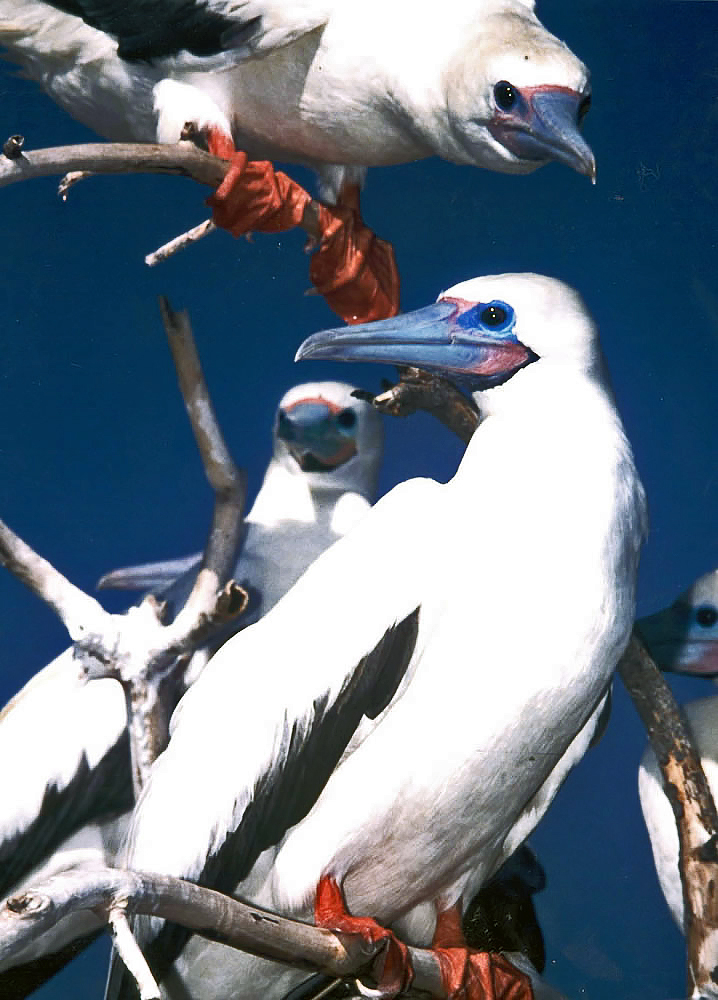
Rotfußtölpel (Sula sula)

Innerhalb der Ordnung Suliformes bilden die Tölpel wahrscheinlich die Schwestergruppe der gemeinsamen Klade von Kormoranen und Schlangenhalsvögeln. Die gemeinsame Klade aus Tölpeln, Kormoranen und Schlangenhalsvögeln bildet wiederum die Schwestergruppe der Fregattvögel.
In der Familie der Tölpel werden elf Arten in drei Gattungen unterschieden:
- Gattung Morus Vieillot, 1816
  - Basstölpel, Morus bassanus (Linnaeus, 1758)
  - Kaptölpel, Morus capensis (Lichtenstein, 1823)
  - Australischer Tölpel, Morus serrator (Gray, 1843)
- Gattung Sula Brisson, 1760
  - Blaufußtölpel, Sula nebouxii (Milne-Edwards, 1882)
  - Guanotölpel oder Peruanischer Tölpel, Sula variegata (Tschudi, 1843)
  - Maskentölpel, Sula dactylatra (Lesson, 1831)
  - Nazcatölpel, Sula granti (Rothschild, 1902)
  - Rotfußtölpel, Sula sula (Linnaeus, 1766)
  - Weißbauchtölpel oder Brauntölpel, Sula leucogaster (Boddaert, 1783)
  - Sula brewsteri Goss, 1888[7]
- Gattung Papasula Olson & Warheit, 1988
  - Graufußtölpel oder Abbott-Tölpel, Papasula abbotti (Ridgway, 1893)

Der Nazca-Tölpel wird auch als Unterart des Maskentölpels angesehen (Sula dactylatra granti). Sein Artstatus ist umstritten. Während Nelson 2005 die Abspaltung als Art ablehnt, wurde er mittlerweile von der AOU (American Ornithologists Union) als eigene Art anerkannt. Diese Einteilung wird auch durch Analysen mit mitochondrialer DNA gestützt.
Während früher alle Arten der Gattung Sula zugeordnet wurden, ist heute die Aufteilung der Tölpel auf die drei Gattungen Morus, Sula und Papasula allgemein üblich. Morphologische und molekulargenetische Analysen belegten, dass es sich bei Morus und Sula um zwei eigenständige Linien handelt, die sich bereits im Miozän voneinander trennten. Die Stellung der monotypischen Gattung Papasula innerhalb der Tölpel ist umstritten; sie wurde sowohl als Schwestertaxon von Sula als auch von Morus beschrieben.
Das folgende Kladogramm folgt dem letztgenannten Ergebnis der molekularen Analyse von Friesen und Anderson:
|  | Basstölpel                                                         |
|  |                                                                    |
|  | \| \| Kaptölpel \| \| \| \| \| \| Australischer Tölpel \| \| \| \| |
|  |                                                                    |
|  | Kaptölpel                                                          |
|  |                                                                    |
|  | Australischer Tölpel                                               |
|  |                                                                    |

|  | Kaptölpel            |
|  |                      |
|  | Australischer Tölpel |
|  |                      |

|  | Basstölpel                                                         |
|  |                                                                    |
|  | \| \| Kaptölpel \| \| \| \| \| \| Australischer Tölpel \| \| \| \| |
|  |                                                                    |
|  | Kaptölpel                                                          |
|  |                                                                    |
|  | Australischer Tölpel                                               |
|  |                                                                    |

|  | Kaptölpel            |
|  |                      |
|  | Australischer Tölpel |
|  |                      |

|  | Maskentölpel                                                  |
|  |                                                               |
|  | \| \| Guanotölpel \| \| \| \| \| \| Blaufußtölpel \| \| \| \| |
|  |                                                               |
|  | Guanotölpel                                                   |
|  |                                                               |
|  | Blaufußtölpel                                                 |
|  |                                                               |

|  | Guanotölpel   |
|  |               |
|  | Blaufußtölpel |
|  |               |

|  | Maskentölpel                                                  |
|  |                                                               |
|  | \| \| Guanotölpel \| \| \| \| \| \| Blaufußtölpel \| \| \| \| |
|  |                                                               |
|  | Guanotölpel                                                   |
|  |                                                               |
|  | Blaufußtölpel                                                 |
|  |                                                               |

|  | Guanotölpel   |
|  |               |
|  | Blaufußtölpel |
|  |               |

|  | Maskentölpel                                                  |
|  |                                                               |
|  | \| \| Guanotölpel \| \| \| \| \| \| Blaufußtölpel \| \| \| \| |
|  |                                                               |
|  | Guanotölpel                                                   |
|  |                                                               |
|  | Blaufußtölpel                                                 |
|  |                                                               |

|  | Guanotölpel   |
|  |               |
|  | Blaufußtölpel |
|  |               |

|  | Maskentölpel                                                  |
|  |                                                               |
|  | \| \| Guanotölpel \| \| \| \| \| \| Blaufußtölpel \| \| \| \| |
|  |                                                               |
|  | Guanotölpel                                                   |
|  |                                                               |
|  | Blaufußtölpel                                                 |
|  |                                                               |

|  | Guanotölpel   |
|  |               |
|  | Blaufußtölpel |
|  |               |

|  | Basstölpel                                                         |
|  |                                                                    |
|  | \| \| Kaptölpel \| \| \| \| \| \| Australischer Tölpel \| \| \| \| |
|  |                                                                    |
|  | Kaptölpel                                                          |
|  |                                                                    |
|  | Australischer Tölpel                                               |
|  |                                                                    |

|  | Kaptölpel            |
|  |                      |
|  | Australischer Tölpel |
|  |                      |

|  | Basstölpel                                                         |
|  |                                                                    |
|  | \| \| Kaptölpel \| \| \| \| \| \| Australischer Tölpel \| \| \| \| |
|  |                                                                    |
|  | Kaptölpel                                                          |
|  |                                                                    |
|  | Australischer Tölpel                                               |
|  |                                                                    |

|  | Kaptölpel            |
|  |                      |
|  | Australischer Tölpel |
|  |                      |

|  | Maskentölpel                                                  |
|  |                                                               |
|  | \| \| Guanotölpel \| \| \| \| \| \| Blaufußtölpel \| \| \| \| |
|  |                                                               |
|  | Guanotölpel                                                   |
|  |                                                               |
|  | Blaufußtölpel                                                 |
|  |                                                               |

|  | Guanotölpel   |
|  |               |
|  | Blaufußtölpel |
|  |               |

|  | Maskentölpel                                                  |
|  |                                                               |
|  | \| \| Guanotölpel \| \| \| \| \| \| Blaufußtölpel \| \| \| \| |
|  |                                                               |
|  | Guanotölpel                                                   |
|  |                                                               |
|  | Blaufußtölpel                                                 |
|  |                                                               |

|  | Guanotölpel   |
|  |               |
|  | Blaufußtölpel |
|  |               |

|  | Maskentölpel                                                  |
|  |                                                               |
|  | \| \| Guanotölpel \| \| \| \| \| \| Blaufußtölpel \| \| \| \| |
|  |                                                               |
|  | Guanotölpel                                                   |
|  |                                                               |
|  | Blaufußtölpel                                                 |
|  |                                                               |

|  | Guanotölpel   |
|  |               |
|  | Blaufußtölpel |
|  |               |

|  | Maskentölpel                                                  |
|  |                                                               |
|  | \| \| Guanotölpel \| \| \| \| \| \| Blaufußtölpel \| \| \| \| |
|  |                                                               |
|  | Guanotölpel                                                   |
|  |                                                               |
|  | Blaufußtölpel                                                 |
|  |                                                               |

|  | Guanotölpel   |
|  |               |
|  | Blaufußtölpel |
|  |               |

## Menschen und Tölpel
Seit langem werden Tölpelkolonien von Menschen genutzt, die Eier, Fleisch und Federn der Vögel verwerten. Eine solche Tradition gibt es zum Beispiel auf den Färöern, wo in den großen Kolonien regelmäßig einige Basstölpel getötet werden. Diese maßvolle Nutzung hat die Bestände jedoch nie bedroht.
In jüngerer Zeit wurden jedoch einige Kolonien zur Gänze vernichtet. Betroffen war vor allem der Guanotölpel südamerikanischer Küsten. Zusammen mit Chilepelikan und Guanokormoran gehört er zu den Guanovögeln, deren Exkremente in großer Menge als Dünger gesammelt wurden. Da die Arbeiter nebenher zur eigenen Ernährung Vögel töteten und Eier stahlen, wurden im Zuge der Ausbeutung viele Kolonien vernichtet. Auch die vielleicht größte Basstölpelkolonie aller Zeiten, die im Sankt-Lorenz-Golf lag und aus bis zu 125.000 Brutpaaren bestand, wurde am Anfang des 20. Jahrhunderts nahezu vollständig vernichtet.
Zwei Tölpel-Arten werden in der Roten Liste der IUCN geführt. Der Graufußtölpel hat dort den Status endangered (stark gefährdet), sein Brutgebiet beschränkt sich auf die Weihnachtsinsel. Der Bestandsrückgang der Art und sein Verschwinden von anderen Inseln wird in Zusammenhang mit der Einschleppung der Gelben Spinnerameise gebracht. Der Kaptölpel gilt seit 2000 als vulnerable (gefährdet), da er nur auf sechs Inseln vor der südafrikanischen Küste brütet, deren Umgebung unter starker Überfischung leidet.
Das angeblich Tollpatschige dieser Tiere hat ihnen in vielen Sprachen zu ihrem Namen verholfen: Auf Englisch heißen sie booby, auf Spanisch bobo und auf Französisch fou. Im Englischen gibt es zudem den Namen gannet, der den gleichen Wortstamm wie das deutsche Gans hat. Der wissenschaftliche Name Sula, Sulidae ist vom gälischen sula abgeleitet, der keltischen Bezeichnung der Tölpel.